# Local Exchange Carrier
Pour les articles homonymes, voir LEC.
Un Local Exchange Carrier (LEC) est, dans l'industrie des télécommunications, une entreprise titulaire d'une licence de réseau ouvert au public qui fournit des services de téléphonie locale dans une région donnée. L'opérateur construit et exploite l'infrastructure locale de raccordement des clients (filaire ou radio), facture l'abonnement et achemine les appels au sein d'une zone d'appel local.
Terminologie équivalente ou voisine en français :
- Au Canada : Entreprise de services locaux (ESL) (équivalent, mais peu utilisé à l'international)
- En France : Opérateur de Boucle Locale (OBL) (équivalence approximative selon le contexte)

## Aux États-Unis

### Notion d'opérateur local / longue distance
Dans la plupart des pays européens, les anciens monopoles comme France Telecom en France ou Deutsche Telekom en Allemagne ne sont pas limités à des segments particuliers du marché. Intégrés verticalement, ils ont toujours été présents simultanément sur les deux marchés du local et du longue distance.
Le régime de licences aux États-Unis est différent. Lors du démantèlement de la compagnie de téléphone AT&T en 1984, le département de la justice a défini: 
- Des licences d'opérateur de boucle locale - en anglais Local Exchange Carrier (LEC) - qui assure la desserte de l'abonné et l'acheminement des appels entre abonnés situés dans une région "LATA" donnée.
- Des licences d'opérateur longue distance - en anglais Inter-Exchange Carrier (IXC) - qui assure l'acheminement des appels entre abonnés situés dans des régions "LATA" distinctes.

### Opérateur historique (ILEC) et concurrent (CLEC) sur le marché local
Aux États-Unis, le marché des services téléphoniques locaux a été ouvert à la concurrence avec la signature de la Loi sur les télécommunications (Telecommunication Act) de 1996. Les LEC se décomposent en deux catégories:
- Les ILEC (Incumbent LEC), déjà établis à la date de prise d'effet de la loi.
- Les CLEC (Competitive LEC), nouvel entrant sur le marché du téléphone local.

Afin de permettre l'établissement d'une concurrence effective, les ILEC ont généralement des obligations spécifiques. Ils doivent notamment permettre aux opérateurs tiers concurrents qui le demandent d'accéder à tarifs réglementés aux réseaux existants: interconnexion, dégroupage, offre de gros...
Le législateur américain a prévu que, par la suite, d'autres opérateurs concurrents pourraient être considérés également comme des ILEC (et donc avoir les mêmes obligations) lorsque ces opérateurs atteignent sur le marché une taille comparable à celle de l'ILEC, ont remplacé de manière significative cet ILEC, et que l'intérêt du public y trouve son compte.   

### Les ILEC issus de la consolidation des "Baby Bells" (RBOC)
Les sept compagnies régionales de téléphone local fondées après le démantèlement d'AT&T en 1984 sont les plus importants ILEC aux États-Unis. À la suite de fusions-acquisitions et de renommages successifs, elles se sont constituées autour de trois principales holdings:
- SBC qui a repris le nom d'AT&T après l'acquisition de AT&T Corp. en janvier 2005.
  - La société est présente en tant qu'ILEC en Californie, dans l'Illinois, l'Indiana, le Kansas, le Michigan, le Missouri, le Nebraska, le Nevada, l'Ohio, l'Oklahoma, le Texas, le Wisconsin par renommage ou acquisition des activités de Southwestern Bell, d'Ameritech (ex holding de Illinois Bell, Indiana Bell, Michigan Bell, Ohio Bell, Wisconsin Bell), de Pacific Telesis (ex. holding de Nevada Bell et de Pacific Bell)
  - La société est également présente en tant qu'ILEC dans l'Alabama, l'Arkansas, en Floride, en Géorgie, le Kentucky, en Louisiane, au Mississippi, en Caroline du Nord, en Caroline du Sud, dans le Tennessee par renommage ou acquisition des activités de BellSouth (South Central Bell, Southern Bell…)
- Qwest dans l'Arizona, le Colorado, l'Idaho, l'Iowa, le Minnesota, le Montana, au Nouveau-Mexique, le Dakota du Nord, le Dakota du Sud, l'Oregon, l'Utah, l'État de Washington, le Wyoming
- Verizon (Bell Atlantic et GTE) dans le Connecticut, le Delaware, le Maine, le Maryland, le Massachusetts, le New Hampshire, le New Jersey, New York, en Pennsylvanie, Rhode Island, le Vermont, en Virginie

### Les opérateurs indépendants (IOC): des ILEC avec un statut particulier
Il existe aussi aux États-Unis plus d'un millier d'opérateurs dits "IOC", indépendants des RBOC, présents principalement dans les collectivités locales en milieu rural. La plupart sont d'anciennes administrations appartenant à la collectivité locale assurant une mission de service public, mais certaines d'entre elles sont désormais des sociétés de droit privé ou exploitées en tant que coopératives. Les opérateurs indépendants les plus importants et les plus connus sont notamment Embarq, Windstream Corporation et Citizens Communications Company.

### Les CLEC
Les ancêtres des CLEC, appelés alors Competitive Access Carriers (CAP), sont entrés en concurrence avec les ILEC à partir de 1985 sur le marché des services de raccordement (liaisons louées/spécialisées) en déployant des boucles locales optiques dans les grands centres d'affaires (New York, Chicago, Boston…). Les sociétés les plus connues à cette époque sont Teleport Communications Group (TCG) et surtout Metropolitan Fiber Systems (MFS). Ce dernier se fera racheter par Worldcom. 
Au début des années 1990, les CAPS commencent à déployer des équipements de commutation voix (type Centrex et/ou de PABX multi-clients) sur leur réseau et proposent des services de téléphonie privée en mode locatif aux entreprises. Initialement, le lien de raccordement entre le nouvel entrant et l'ILEC est basé sur une interface usager-réseau comme celle proposée dans l'offre de détail standard. Le CAPS est donc vu comme un simple client de l'ILEC. Les batailles réglementaires successives permettent vers le milieu des années 1990 d'aboutir à ce que dans plusieurs États les nouveaux entrants soient traités techniquement et commercialement par les ILEC comme de vrais opérateurs interconnectés, ce qui leur est nécessaire pour pouvoir proposer un service de téléphonie locale au public compétitif. 
En 1996, la Loi sur les télécommunications (Telecommunication Act) intègre les résultats de ces différentes batailles réglementaires au niveau des États en créant un cadre légal uniforme au niveau national. 
Ce changement réglementaire, conjugué avec la possibilité d'accéder facilement à des moyens financiers importants de toutes natures, a eu pour incidence de stimuler la création d'un nombre très important d'opérateurs alternatifs CLEC, excessif pour la taille du marché, et contribua de manière significative à la bulle technologique de la fin des années 1990. 

### CLEC:Make or Buy?
Après la loi américaine sur les télécommunications de 1996, quelques CLEC font le choix de continuer à déployer leur propre infrastructure, HFC et optique notamment. Beaucoup de CLEC jugent néanmoins préférable de commercialiser leurs services en s'appuyant sur l'infrastructure existante des ILEC en utilisant un certain nombre d'offres de revente et de dégroupage réglementées. 
L'offre UNE-P (unbundled Network Element Platform), en particulier, est intensivement utilisée par de nombreux CLEC. Elle leur permet de prendre pied sur le marché de la téléphonie locale avec quasiment aucun investissement en infrastructure, simplement en louant à tarifs réglementés l'infrastructure locale existante de l'ILEC incluant notamment la boucle locale en cuivre, les ressources sur les centraux téléphoniques et les liaisons de transmissions. La grande dépendance des CLEC vis-à-vis de l'infrastructure des ILEC a pour conséquence de les rendre extrêmement vulnérables à tout évolution réglementaire affectant l'offre UNE-P. 
Dans le même temps (1995-2000), les CLEC les plus importants qui avaient déployé leur propre infrastructure, comme MFS et TCG, entrent en bourse et se font racheter par des opérateurs longue distance IXC importants comme Worldcom ou AT&T. Ces derniers cherchent à protéger leur base clients entreprises contre l'entrée des RBOC sur le marché du longue distance.
Périodiquement, la FCC mène un réexamen (« Triennial Review ») de la réglementation afin de s'assurer qu'elle est toujours en adéquation avec les progrès des technologies et les besoins du marché. En août 2003, ce processus conduit la FCC à réviser une grande partie des règles définies originellement dans la Loi sur les télécommunications de 1996 relatives aux possibilités d'accès par les CLEC à l'infrastructure locale existante des ILEC. Le régulateur souhaite davantage inciter les CLEC à investir dans leur infrastructure propre en utilisant l'offre « UNE-L » (unbundled network element-loop) en tant qu'alternative à l'offre « UNE-P » décrite plus haut. Dans l'offre « UNE-L », le CLEC ne loue que la boucle locale en cuivre de l'ILEC et doit par conséquent déployer ses propres équipements de commutation et de transmission pour offrir ses services de téléphonie ou autres. 
En octobre 2004, la Cour suprême des États-Unis, plus haute instance juridique du pays, valide l'arrêt d'une juridiction de niveau inférieur qui rend caduque l'obligation faite jusque-là aux ILEC de louer aux CLEC à tarifs régulés certaines parties de leur réseau local (telles que commutateur téléphonique ou fréquences hautes de la boucle locale). 
En décembre 2004, la FCC fixe un certain nombre de règles qui font disparaître à brève échéance (1er mars 2006) les possibilités offertes jusque-là aux CLEC de louer à tarif régulé les ressources en commutation des ILEC, tout en conservant la possibilité d'avoir accès à la paire de cuivre et aux liaisons de transmissions.
Cette évolution réglementaire signifie que les jours de l'offre UNE-P sont comptés. Elle sonne comme un coup de tonnerre pour de nombreux CLEC, qui comme indiqué plus haut, ont intensivement employé cette offre pour fournir des services à leurs clients sur le marché Grand Public et professionnel.

### Quelques exemples de CLEC
- Les réseaux de câblodistribution sont des CLEC qui possèdent leur propre infrastructure. Leurs services ont rencontré un succès commercial très important aux États-Unis. La concurrence sur la boucle locale s'est exercée aux États-Unis principalement par ce moyen ex. Time Warner, Comcast, Charter, Cox…
- Les opérateurs longue distance, très présents sur le marché des entreprises, ont naturellement des activités de CLEC ex. Global Crossing Local Services
- Les opérateurs locaux historiques RBOC mènent en parallèle des activités d'ILEC sur certains marchés et des activités de CLEC ou d'IXC sur d'autres marchés, notamment sur le segment entreprises ex. SBC Long Distance, Verizon Business…
- Enfin il existe plusieurs centaines d'opérateurs "pure CLEC" comme Covad, XO Communications, MetTel, McLeodUSA…

### Poids relatif des ILEC et des CLEC aux États-Unis[1]
| Catégorie d'opérateur | Nombre de lignes (accès) | % du total |
| Historiques RBOC      | 148 326 042              | 71,3 %     |
| Historiques IOC       | 27 580 646               | 13,3 %     |
| Alternatifs CLEC      | 31 983 229               | 15,4 %     |
| Total                 | 207 889 917              | 100 %      |

## Au Canada

### Principes de la réglementation et terminologie
Au Canada, le marché des services téléphoniques locaux a été ouvert à la concurrence en 1997. La réglementation applicable dans ce pays a été définie dans la décision du Conseil de la radiodiffusion et des télécommunications canadiennes (CRTC) n°97-8 "Concurrence locale" en date du 1er mai 1997 . 
Les ESL (en anglais LEC) se décomposent en deux catégories:
- Les ESLT (ESL Titulaires), ou en anglais ILEC (Incumbent LEC), déjà établis à la date de prise d'effet de la loi.
- Les ESLC (ESL Concurrents), ou en anglais CLEC (Competitive LEC), nouvel entrant sur le marché du téléphone local.

### Exemples de ILEC / ESLT
Il existe au Canada une cinquantaine d'opérateurs exerçant en tant qu'ILEC/ESLT, parmi lesquels on trouve six compagnies principales :
- Bell Aliant dans les Provinces maritimes et à Terre-Neuve qui détient également Télébec au Québec, Northerntel en Ontario et KMTS à Kenora, Ontario.
- Bell Canada en Ontario et au Québec.
- MTS Allstream dans le Manitoba
- Northwestel dans les Territoires du Nord-Ouest, au Nunavut, dans le territoire du Yukon et dans certaines parties du Nord de la Colombie-Britannique.
- SaskTel en Saskatchewan
- TELUS en Colombie-Britannique, en Alberta et dans certaines régions du Québec.

### Opérateurs indépendants (ILEC/ESLT)
De manière assez semblable aux opérateurs IOC aux États-Unis, on trouve également une quarantaine d'opérateurs indépendants qui fournissent des services locaux et longue distance dans certaines collectivités locales en milieu rural. La plupart sont d'anciennes administrations appartenant à la collectivité locale assurant une mission de service public, mais certaines d'entre elles sont désormais des sociétés de droit privé ou exploitées en tant que coopératives. Ces opérateurs sont ILEC sur le territoire occupé avant 1997.
Quelques exemples d'opérateurs indépendants:
- Sogetel Inc / Québec (Centre du Québec, Beauce)
- Téléphone Milot / Québec (Mauricie)
- Téléphone Courcelle / Québec (Beauce)
- Téléphone Lambton / Québec (Beauce)

### Opérateurs concurrents (CLEC / ESLC)
Les réseaux de câblodistribution ont rencontré un succès commercial très important au Canada. La concurrence sur la boucle locale s'est exercée jusqu'ici principalement par ce moyen, avec par exemple: Cogeco, Rogers Communications, Shaw, Vidéotron…
D'autres CLEC sont aussi apparus en offrant de la VOIP sur le réseau internet public, avec par exemple: Vonage...
Tandis que d'autres CLEC offrent aussi de la VOIP, mais sur réseau privé, tout comme les câblodistributeurs ; ces CLEC ont le contrôle de la qualité de leur offre téléphonique, car la voix reste sur leur réseau interne et ne passe pas par Internet. Certaines compagnies dont Sogetel Inc offrent un service de VOIP sur leur réseau WiMAX.
D'autres compagnies ont investi dans un réseau de cuivre ou de fibre parallèle au réseau du ILEC en place pour offrir leur service. C'est notamment le cas de Maskatel dans la région de St-Hyacinthe, Québec.

### Expansion territoriale
Les opérateurs ILEC/ESLT dans une région donnée peuvent également fournir des services en tant que CLEC/ ESLC en concurrence avec un ILEC/ ESLT dans une autre région. 
Par exemple, Bell Canada est l'opérateur ILEC / ESLT en Ontario et au Québec, et fournit des services en tant que CLEC / ESLC en concurrence avec TELUS en Colombie-Britannique et dans l'Alberta.

## En Europe
Dans la plupart des pays européens, les anciens monopoles comme France Télécom en France ou Deutsche Telekom en Allemagne ne sont pas limités à des segments particuliers du marché. Intégrés verticalement, ils ont toujours été présents simultanément sur les deux marchés du local et de la longue distance.
Dans quelques pays européens comme le Royaume-Uni, la Belgique, les Pays-Bas, l'Espagne, le Portugal, l'Autriche ou l'Allemagne, les réseaux de câblodistribution se sont relativement bien développés. La concurrence s'est donc naturellement exercée en premier par ce moyen. Elle se développe aujourd'hui aussi au moyen du dégroupage de la boucle locale (technologies DSL) et de technologies plus récentes comme le FTTx et le WiMAX.
Dans la plupart des autres pays européens, notamment en France, les réseaux de câblodistribution sont, pour diverses raisons historiques, relativement peu développés. La concurrence sur le marché de la boucle locale s'est donc organisée principalement autour du dégroupage de la boucle locale (technologies DSL), et (secondairement ou plus récemment) via les câblo-opérateurs et des technologies plus récentes comme le WiMAX (quasi abandonné) ou la fibre optique (FTTH).